# Султана, Разия
Разия Султана (род. 1973, Maungdaw, Ракхайн) — бангладешская юристка, родившаяся в Мьянме и получившая Международную женскую премию за отвагу 2019 года.

## Биография
Разия Султана родилась в 1973 году в Маунгдо, в семье рохинджа. Она выросла в Бангладеш.
Она работает на народ рохинджа, а также на другие этнические группы Мьянмы. Разия — юристка, педагог и правозащитница, уделяющая особое внимание поддержке девочек и женщин рохинджа.
Она опубликовала два отчёта после проведения интервью с сотнями людей рохинджа под названием Witness to Horror («Свидетель ужаса») и Rape by Command («Изнасилование по приказу»). В этих отчётах она рассказала миру о сексуальном насилии над девочками и женщинами рохинджа со стороны бирманских сил безопасности. Она также внесла свой вклад в The Killing Fields of Alethankyaw, который был опубликован Kaladan Press.
Разия Султана работает координатором Коалиции за свободу рохинджа (Free Rohingya Coalition, FRC) и директором женской секции Араканской национальной организации рохинджа (Arakan Rohingya National Organization, ARNO).

## Публикации
- Witness to Horror[7]
- Rape by Command[7]
- The Killing Fields of Alethankyaw (соавтор)